# 粤海置地大厦

粵海置地大廈，是中國深圳市的一座摩天大樓，位于羅湖區的布心片區，高303公尺、62層樓，该项目拆除了金威啤酒厂用地范围8.65万平方米，开发建设用地面积为16043.79平方米。於2019年動工、預計2023年完工，是深圳前三十高樓。